# Maison de Lorette
Pour les articles homonymes, voir Lorette.
La maison de Lorette, dite également maison Bréda ou maison de Pauline Jaricot, est une maison des champs du premier XVIe siècle, située dans le 5e arrondissement de Lyon, en France.
Construite vers 1520 comme maison de plaisance ou maison des champs par Pierre Burbenon, lieutenant général en la sénéchaussée de Lyon, sur les vestiges d'un bâtiment plus ancien du XIVe siècle, la demeure est modifiée aux siècles suivants, notamment un agrandissement au XVIIIe siècle.  
En 1832, elle est rachetée par Pauline Jaricot qui la renomme maison de Lorette, en souvenir de la ville italienne de Loreto où elle a séjourné. Puis elle y installe ses œuvres catholiques de la Propagation de la foi et du Rosaire vivant. 
En 1975, la propriété est rachetée par les Œuvres pontificales missionnaires qui en fait un lieu de mémoire, de prière et d'accueil en accès libre. Des événements culturels y sont également régulièrement organisés.
Entre 2002 et 2005, la maison a été restaurée sous la conduite de Didier Repellin, architecte en chef des Monuments Historiques.
Le 10 février 2004, la maison et ses constructions annexes ont été classées Monuments Historiques dans la mesure où elle constitue le « dernier témoignage des maisons collines construites fin 15e début 16e siècle, en belvédère sur la ville. Elle conserve des plafonds à couvre-joints, des ouvertures à modénature, des peintures murales... Les aménagements du 19e illustrent l'oeuvre de Pauline Jaricot, fondatrice de l'oeuvre de la propagation de la Foi ».

## Histoire
La maison est construite autour de 1520 par Pierre Burbenon sur les vestiges d'un bâtiment datant du XIVe siècle, et nommée Bréda. 

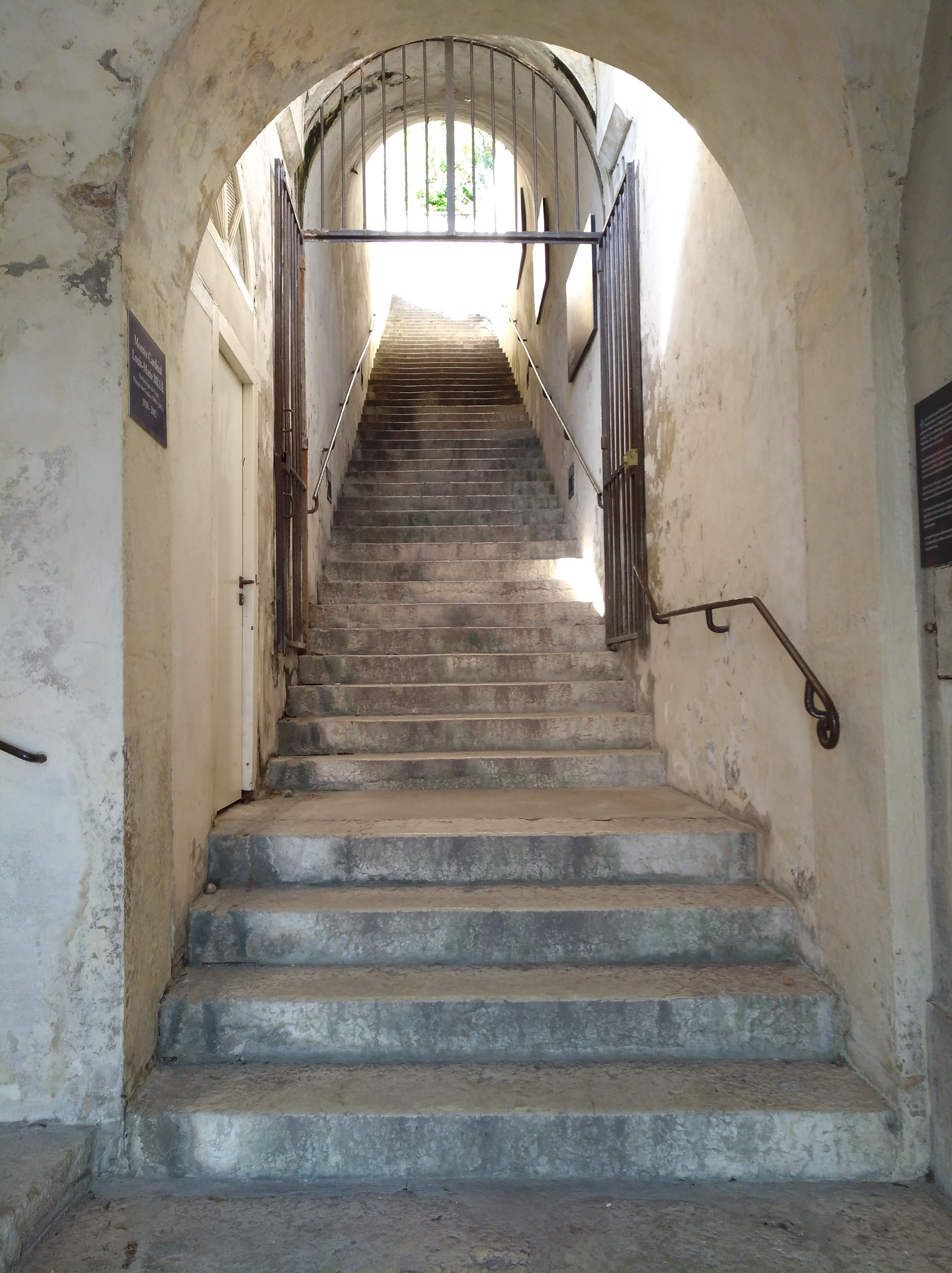
Montée Cardinal Louis-Marie Billé, depuis la maison de Lorette

Elle est agrandie au XVIIIe siècle, puis achetée à la famille Frèrejean par Pauline Jaricot en 1832. 
Pauline la nomme Lorette, nom francisé de la ville italienne Loreto dans laquelle elle a séjourné.
Elle fait aussi construire un escalier qui monte à la basilique de Fourvière, nommé au XXIe siècle : montée Cardinal Louis-Marie Billé. Une chapelle dédiée à Sainte Philomène est édifiée en 1839.
Pauline meurt dans cette maison en 1862.
Les Œuvres pontificales missionnaires la rachètent en 1975 et la rénovent au début des années 2000 pour en faire un lieu de mémoire dédié à Pauline Jaricot et à ses œuvres.

## Chapelle Sainte-Philomène

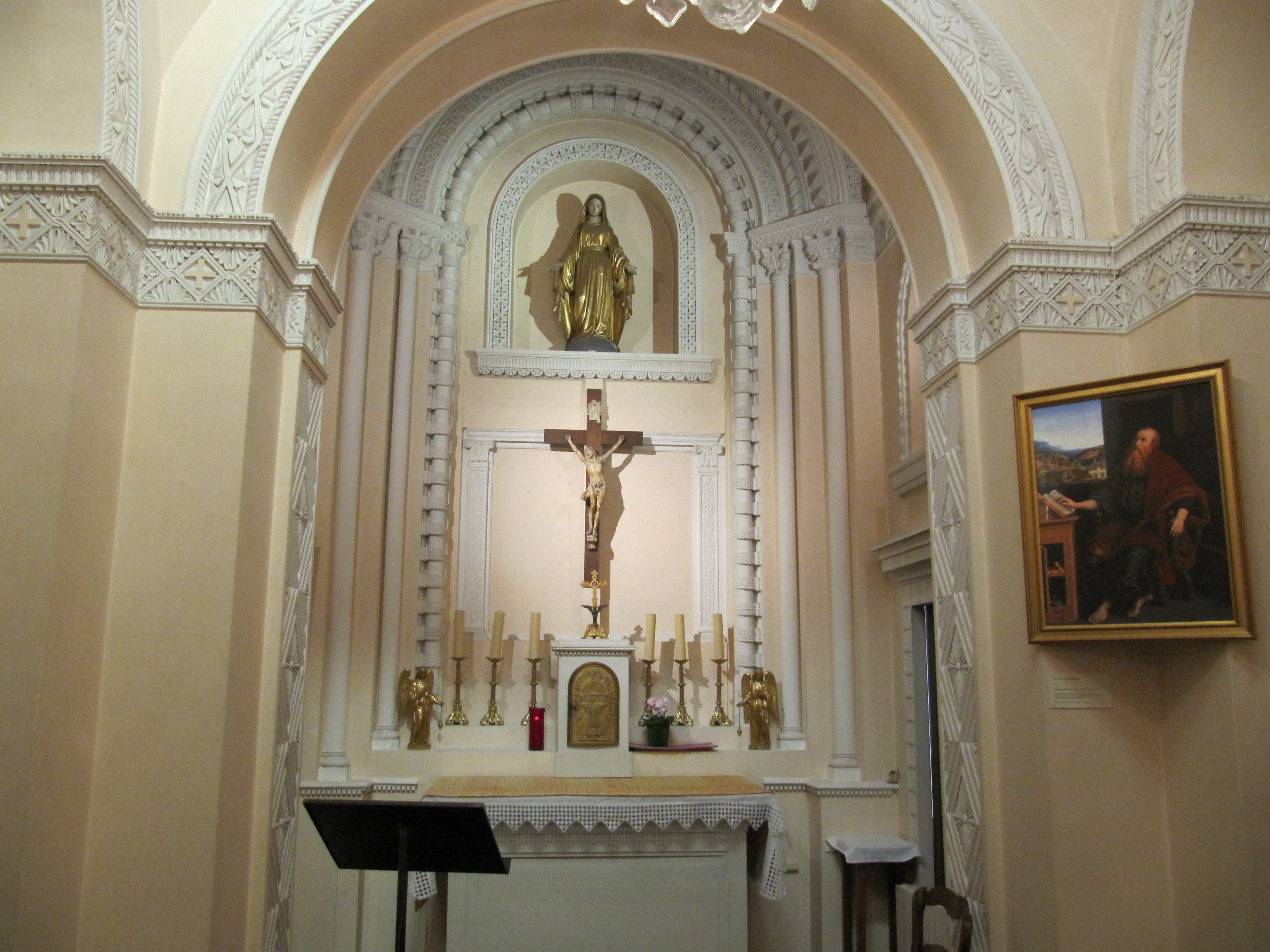
Chapelle Sainte Philomène.

En 1835, Pauline Jaricot tombée malade pendant un pèlerinage sur la tombe de sainte Philomène à Mugnano del Cardinale, guérit miraculeusement.
Le 13 février 1837, Pauline obtient l'autorisation du culte de sainte Philomène auprès du Pape Grégoire XVI.
Pauline fait construire la chapelle sainte Philomène qui sera inaugurée début novembre 1839.
Le Cardinal Billé y a célèbré sa dernière messe en janvier 2002.
Dans la chapelle est exposée une châsse contenant les ossements de saint Pierre Lê Tuy (1773-1833), prêtre martyr du Viêt Nam.
Depuis 2021, l'accueil est assuré par les sœurs de la Famille Missionnaire de Notre-Dame.